# Open Nederlandse kampioenschappen zwemmen 2008
De Open Nederlandse kampioenschappen zwemmen 2008 vinden plaats van 5 tot en met 8 juni 2008 in Nationaal Zwemcentrum de Tongelreep in Eindhoven. Vanwege de ochtendfinales tijdens de Olympische Spelen in Peking, zullen ook tijdens dit toernooi de series in de middag gezwommen worden en de finales in de ochtend. Dit om de zwemmers en zwemsters te laten wennen aan deze ongebruikelijke situatie.

## Podia

### Mannen
| Onderdeel            | Goud                                                                            | Goud            | Zilver                                                                            | Zilver   | Brons                                                                             | Brons    |
| -------------------- | ------------------------------------------------------------------------------- | --------------- | --------------------------------------------------------------------------------- | -------- | --------------------------------------------------------------------------------- | -------- |
| Vrije Slag           |                                                                                 |                 |                                                                                   |          |                                                                                   |          |
| 50 m                 | Pieter van den Hoogenband Eiffel Swimmers PSV                                   | 22.21           | Stefan de Die De Dolfijn                                                          | 22.72    | Barry Murphy Ierland                                                              | 22.84    |
| 100 m                | Pieter van den Hoogenband Eiffel Swimmers PSV                                   | 48.67           | Stefan de Die De Dolfijn                                                          | 50.16    | Mitja Zastrow Eiffel Swimmers PSV                                                 | 50.53    |
| 200 m                | Pieter van den Hoogenband Eiffel Swimmers PSV                                   | 1:45.96 CR      | Sebastiaan Verschuren De Dolfijn                                                  | 1:50.66  | Joost Reijns De Dolfijn                                                           | 1:50.81  |
| 400 m                | Sebastiaan Verschuren De Dolfijn                                                | 3:53.45         | Tom Vangeneugden België                                                           | 3:55.16  | Job Kienhuis Eiffel Swimmers PSV                                                  | 3:57.74  |
| 800 m                | Tom Vangeneugden België                                                         | 8:09.12         | Arjen van der Meulen DZ&PC                                                        | 8:13.99  | Job Kienhuis Eiffel Swimmers PSV                                                  | 8:14.08  |
| 1500 m               | Tom Vangeneugden België                                                         | 15:29.11 CR     | Job Kienhuis Eiffel Swimmers PSV                                                  | 15:38.13 | Arjen van der Meulen DZ&PC                                                        | 16:01.45 |
| Rugslag              |                                                                                 |                 |                                                                                   |          |                                                                                   |          |
| 50 m                 | Nick Driebergen De Dolfijn                                                      | 25.94 CR        | Karl Burdis Ierland                                                               | 26.73    | Bastiaan Tamminga Eiffel Swimmers PSV Merijn Ellenkamp DWK                        | 27.06    |
| 100 m                | Nick Driebergen De Dolfijn                                                      | 55.92           | Karl Burdis Ierland                                                               | 57.46    | Robert Yallop AZ&PC                                                               | 57.85    |
| 200 m                | Nick Driebergen De Dolfijn                                                      | 2:00.46         | Henk van Niejenhuis De Dolfijn                                                    | 2:07.61  | Karl Burdis Ierland                                                               | 2:07.69  |
| Schoolslag           |                                                                                 |                 |                                                                                   |          |                                                                                   |          |
| 50 m                 | Barry Murphy Ierland                                                            | 28.44           | Robin van Aggele SG Zwemlust/Utrecht                                              | 28.46    | Thijs van Valkengoed WVZ                                                          | 29.15    |
| 100 m                | Robin van Aggele SG Zwemlust/Utrecht                                            | 1:02.16         | Thijs van Valkengoed WVZ                                                          | 1:02.93  | Lennart Stekelenburg De Dolfijn                                                   | 1:03.35  |
| 200 m                | Thijs van Valkengoed WVZ                                                        | 2:17.74         | Devi Wolthuizen TriVia                                                            | 2:21.04  | Rutger Sloof DWK                                                                  | 2:23.06  |
| Vlinderslag          |                                                                                 |                 |                                                                                   |          |                                                                                   |          |
| 50 m                 | Robin van Aggele SG Zwemlust/Utrecht                                            | 24.29           | Bastiaan Tamminga Eiffel Swimmers PSV                                             | 24.35    | Joeri Verlinden Eiffel Swimmers PSV                                               | 24.40    |
| 100 m                | Robin van Aggele SG Zwemlust/Utrecht                                            | 53.55 CR        | Joeri Verlinden Eiffel Swimmers PSV                                               | 53.81    | Emilis Vaitkaitis Litouwen                                                        | 54.81    |
| 200 m                | Joeri Verlinden Eiffel Swimmers PSV                                             | 2:02.43         | Wouter Houtman Eiffel Swimmers PSV                                                | 2:08.81  | Allen Lindeberg Eiffel Swimmers PSV                                               | 2:08.85  |
| Wisselslag           |                                                                                 |                 |                                                                                   |          |                                                                                   |          |
| 200 m                | Robin van Aggele SG Zwemlust/Utrecht                                            | 2:06.16         | Bram Dekker ZCValkenburg                                                          | 2:07.48  | Davy Verreussel Hellas-Glana                                                      | 2:09.42  |
| 400 m                | Robin van Aggele SG Zwemlust/Utrecht                                            | 4:30.97         | Davy Verreussel Hellas Glana                                                      | 4:31.63  | Bram Dekker ZCValkenburg                                                          | 4:36.07  |
| Vrije slag estafette |                                                                                 |                 |                                                                                   |          |                                                                                   |          |
| 4×100 m              | De Dolfijn 1 Stefan de Die Nick Driebergen Joost Reijns Lennart Stekelenburg    | 3:21.92 NRv, CR | De Dolfijn 2 Henk van Niejenhuis Remko de Jong Bo Wullings Sebastiaan Verschuren  | 3:30.57  | Eiffel Swimmers PSV Joeri Verlinden Job Kienhuis Tom Vangeneugden Allen Lindeberg | 3:32.42  |
| 4×200 m              | De Dolfijn 1 Bas van Velthoven Sebastiaan Verschuren Joost Reijns Stefan de Die | 7:27.27 NRv, CR | Eiffel Swimmers PSV Joeri Verlinden Job Kienhuis Tom Vangeneugden Allen Lindeberg | 7:35.97  | De Dolfijn 2 Nick Driebergen Henk van Niejenhuis Bo Wullings Danny van Zoen       | 7:53.91  |
| Wisselslag estafette |                                                                                 |                 |                                                                                   |          |                                                                                   |          |
| 4×100 m              | De Dolfijn Nick Driebergen Lennart Stekelenburg Bas van Velthoven Stefan de Die | 3:44.68         | WVZ Wouter Smeets Thijs van Valkengoed Raymond van de Merwe Martijn Smeets        | 3:56.37  | AZ&PC Jeffrey Breedijk Robert Yallop Ewoud Tamminga Joran Barends                 | 3:57.30  |

### Vrouwen
| Onderdeel            | Goud                                                                      | Goud        | Zilver                                                                                  | Zilver   | Brons                                                                                 | Brons      |
| -------------------- | ------------------------------------------------------------------------- | ----------- | --------------------------------------------------------------------------------------- | -------- | ------------------------------------------------------------------------------------- | ---------- |
| Vrije Slag           |                                                                           |             |                                                                                         |          |                                                                                       |            |
| 50 m                 | Marleen Veldhuis Eiffel Swimmers PSV                                      | 24.67       | Hinkelien Schreuder Eiffel Swimmers PSV                                                 | 24.81    | Ranomi Kromowidjojo Eiffel Swimmers PSV                                               | 25.01 NR18 |
| 100 m                | Marleen Veldhuis Eiffel Swimmers PSV                                      | 53.82 CR    | Inge Dekker Eiffel Swimmers PSV                                                         | 54.29    | Ranomi Kromowidjojo Eiffel Swimmers PSV                                               | 54.36      |
| 200 m                | Femke Heemskerk De Dolfijn                                                | 1:58.53     | Saskia de Jonge 't Tolhekke                                                             | 2:03.04  | Wendy van der Zanden Eiffel Swimmers PSV                                              | 2:03.27    |
| 400 m                | Rieneke Terink AZ&PC                                                      | 4:21.57     | Marieke Nijhuis OZ&PC                                                                   | 4:24.37  | Linda Bank De Dolfijn                                                                 | 4:24.79    |
| 800 m                | Sharon van Rouwendaal CN Braud St.Louis                                   | 8:49.52     | Maaike Waaijer Eiffel Swimmers PSV                                                      | 9:01.10  | Linsy Heister Eiffel Swimmers PSV                                                     | 9:05.45    |
| 1500 m               | Sharon van Rouwendaal CN Braud-St.Louis                                   | 16:48.17 CR | Linsy Heister Eiffel Swimmers PSV                                                       | 17.21.28 | Marieke Nijhuis OZ&PC                                                                 | 17:22.14   |
| Rugslag              |                                                                           |             |                                                                                         |          |                                                                                       |            |
| 50 m                 | Ranomi Kromowidjojo Eiffel Swimmers PSV                                   | 29.00 NR18  | Hinkelien Schreuder Eiffel Swimmers PSV                                                 | 29.60    | Aishling Cooney Ierland                                                               | 29.62      |
| 100 m                | Aishling Cooney Ierland                                                   | 1:02.55 CR  | Melanie Nocher Ierland                                                                  | 1:03.41  | Wendy van der Zanden Eiffel Swimmers PSV                                              | 1:04.18    |
| 200 m                | Melanie Nocher Ierland                                                    | 2:13.84 CR  | Aishling Cooney Ierland                                                                 | 2:13.91  | Sharon van Rouwendaal CN Braud St.Louis                                               | 2:16.64    |
| Schoolslag           |                                                                           |             |                                                                                         |          |                                                                                       |            |
| 50 m                 | Tessa Brouwer De Dolfijn                                                  | 32.64       | Jolijn van Valkengoed WVZ                                                               | 32.74    | Lia Dekker DZ&PC                                                                      | 33.53      |
| 100 m                | Lia Dekker DZ&PC                                                          | 1:10.08     | Jolijn van Valkengoed WVZ                                                               | 1:11.20  | Tessa Brouwer De Dolfijn                                                              | 1:11.40    |
| 200 m                | Lia Dekker DZ&PC                                                          | 2:33.53     | Fiona Doyle Ierland                                                                     | 2:36.34  | Loes Zanderink De Dinkel Denekamp                                                     | 2:39.29    |
| Vlinderslag          |                                                                           |             |                                                                                         |          |                                                                                       |            |
| 50 m                 | Hinkelien Schreuder Eiffel Swimmers PSV                                   | 26.05       | Inge Dekker Eiffel Swimmers PSV                                                         | 26.59    | Kelly de Jong De Dolfijn                                                              | 28.14      |
| 100 m                | Marleen Veldhuis Eiffel Swimmers PSV                                      | 58.14       | Inge Dekker Eiffel Swimmers PSV                                                         | 58.18    | Hedwig Kikkert TriVia                                                                 | 1:01.71    |
| 200 m                | Lorna Cummings Ierland                                                    | 2:16.27     | Lenneke van Schaik De Dolfijn                                                           | 2:17.86  | Hedwig Kikkert TriVia                                                                 | 2:20.39    |
| Wisselslag           |                                                                           |             |                                                                                         |          |                                                                                       |            |
| 200 m                | Femke Heemskerk De Dolfijn                                                | 2:15.73     | Sharon van Rouwendaal CN Braud St.Louis                                                 | 2:20.82  | Rieneke Terink AZ&PC                                                                  | 2:22.28    |
| 400 m                | Rieneke Terink AZ&PC                                                      | 4:58.46     | Lorna Cummings Ierland                                                                  | 5:04.05  | Lieke Verouden Eiffel Swimmers PSV                                                    | 5:04.58    |
| Vrije slag estafette |                                                                           |             |                                                                                         |          |                                                                                       |            |
| 4×100 m              | De Dolfijn Linda Bank Lenneke van Schaik Britt Verdijck Lona Kroese       | 3:58.50     | SG Zwemlust/Utrecht Malissa van der Horst Simone Dekker Ilse van Hoorn Elise Bouwens    | 3:59.03  | Eiffel Swimmers PSV Roxanne Linders Anne Michelle Vos Linda Weekers Jessica Spruit    | 4:00.92    |
| 4×200 m              | De Dolfijn Lana Voinov Linda Bank Lenneke van Schaik Lona Kroese          | 8:42.57     | Eiffel Swimmers PSV Roxanne Linders Lieke Verouden Linda Weekers Jessica Spruit         | 8:45.86  | SG Zwemlust/Utrecht Malissa van der Horst Ilse van Hoorn Marjolein Post Elise Bouwens | 8:47.33    |
| Wisselslag estafette |                                                                           |             |                                                                                         |          |                                                                                       |            |
| 4×100 m              | De Dolfijn 1 Femke Heemskerk Tessa Brouwer Lenneke van Schaik Lona Kroese | 4:15.90     | De Dinkel Denekamp Mariël Borgerink Loes Zanderink Marlies Reinders Silke Oude Weernink | 4:28.85  | De Dolfijn 2 Britt Verdijck Anouk Elzerman Kelly de Jong Linda Bank                   | 4:32.25    |

### Legenda
- CR : Kampioenschapsrecord
- NR : Nederlands Record
- NRv : Nederlands Record Verenigingen
- NR18 : Nederlands Record 18-jarigen